# Zimowy Puchar Europy w Rzutach 2002
2. Zimowy Puchar Europy w Rzutach – druga edycja zimowego pucharu Europy odbyła się w chorwackim mieście Pula 9 i 10 marca 2002 roku. Zawody zorganizowane zostały przez European Athletics i Hrvatski atletski savez. W imprezie wzięło udział 177 zawodników z 23 krajów Europy. Podczas zawodów ustanowiono 1 rekord kraju oraz 17 rekordów życiowych. W klasyfikacji drużynowej zwyciężyły reprezentacje – męskie i żeńskie – Rosji.

## Zwycięzcy

### Mężczyźni
| Konkurencja    | Zawodnik         | Reprezentacja | Wynik |
| -------------- | ---------------- | ------------- | ----- |
| Pchnięcie kulą | Manuel Martínez  | Hiszpania     | 20,92 |
| Rzut oszczepem | Aleksandr Iwanow | Rosja         | 82,10 |
| Rzut młotem    | Aleksiej Zagorny | Rosja         | 82,27 |
| Rzut dyskiem   | Manuel Martínez  | Hiszpania     | 63,09 |

### Kobiety
| Konkurencja    | Zawodnik          | Reprezentacja | Wynik |
| -------------- | ----------------- | ------------- | ----- |
| Pchnięcie kulą | Wita Pawłysz      | Ukraina       | 20,03 |
| Rzut oszczepem | Claudia Coslovich | Włochy        | 63,27 |
| Rzut młotem    | Susanne Keil      | Niemcy        | 66,54 |
| Rzut dyskiem   | Walentina Iwanowa | Rosja         | 60,28 |